# セルゲイ・ショイグ
セルゲイ・クジュゲトヴィチ・ショイグ（ロシア語: Серге́й Кужуге́тович Шойгу́, ラテン文字転写: Sergei Kuzhugetovich Shoigu、トゥバ語: Сергей Күжүгет оглу Шойгу、1955年5月21日 - ）は、ロシアの政治家、軍人。非常事態相（1994年 - 2012年）、モスクワ州知事（2012年）、国防大臣（2012年 - 2024年）などの役職を歴任し、2024年より安全保障会議書記を務めている。ロシア連邦英雄の称号を持ち、軍人としての階級は上級大将である。

## 経歴
1955年5月21日、ロシア・ソビエト連邦社会主義共和国のトゥヴァ自治州チャダーナ市にて、トゥバ人の父とウクライナ出身のロシア人の母との間に生まれる。父のクジュゲトは、トゥヴァ地方紙の編集者を務め、後にソ連共産党トゥヴァ地方委員会書記、トゥヴァ自治ソビエト社会主義共和国閣僚評議会第一副議長の職を歴任した。1960年、ショイグはウクライナ・ソビエト共和国ルハンシク州カディエフカの教会で、キリスト教正教会の洗礼を受ける。しかしショイグの娘のクセニヤ・ショイグによれば、彼は宗教的には仏教の伝統を尊重しているという。1962年から1972年までは地元の学校で学び、1972年にはクラスノヤルスク工業大学に入学し、建築学を専攻する。その後土木技師の資格を習得し、同校を卒業した。なお、ショイグはその後ロシア国防大臣の職につき、上級大将まで昇進するが、兵役には就いていない。

### 初期のキャリア
1977年にクラスノヤルスク工業大学を卒業後、シベリアの各都市の企業に勤め、建築技師や管理人などの職を転々とする。1988年に党アバカン市委員会第二書記、1989年に党クラスノヤルスク地方委員会監察官を務める。1990年にシベリアからモスクワに移り住んだ後は、父親の「コネ」でロシア連邦共和国国家建築・建設委員会副議長の職を務める。また、このとき後にロシア連邦大統領となるボリス・エリツィンも建設委員会で同様の役職に就いており、同じ土木工学の出身だったため、ショイグはエリツィンの信頼を得た。

### ロシア非常事態省大臣（1991年 - 2012年）

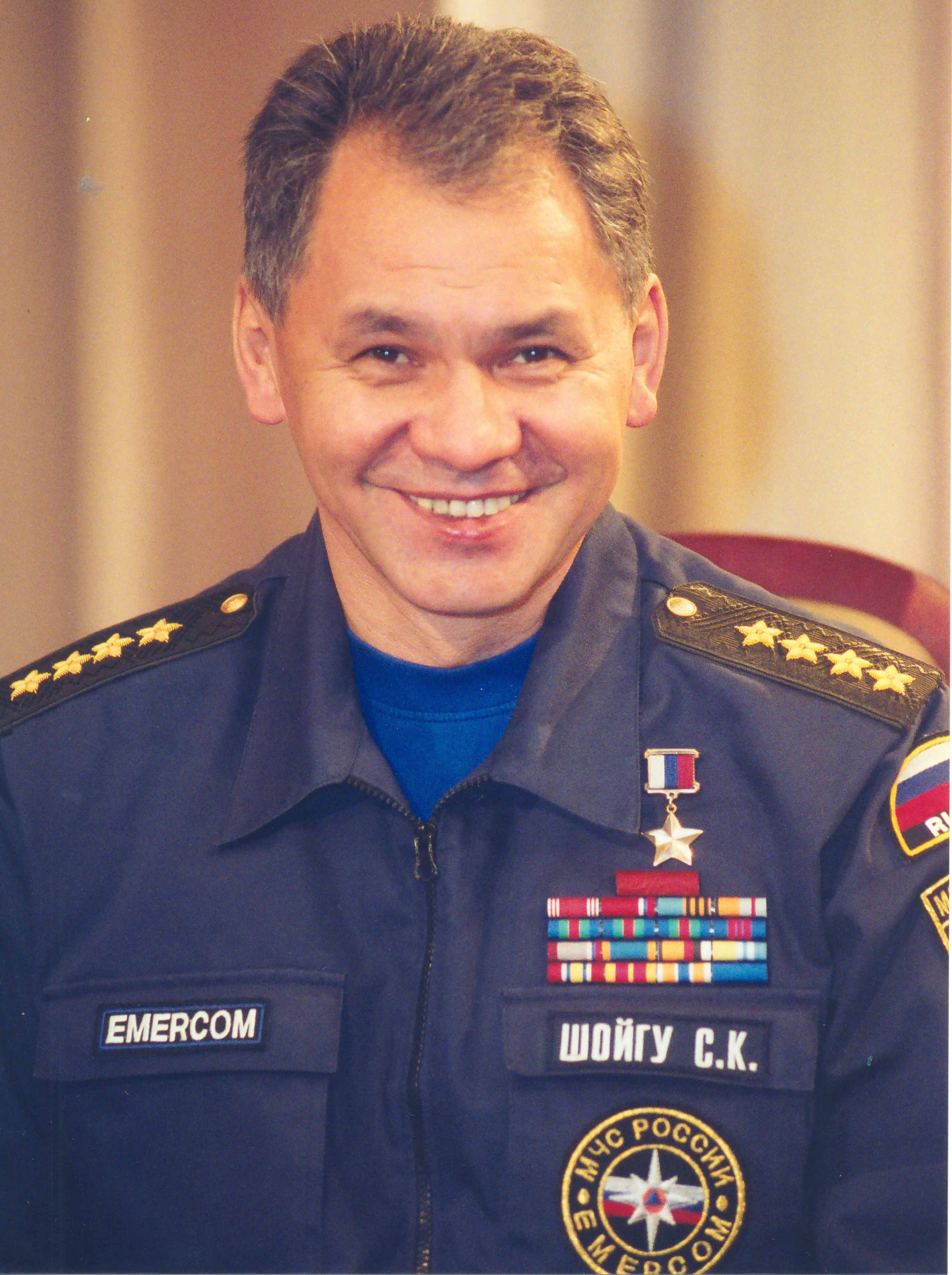
上級大将に昇進したショイグ（2006年）

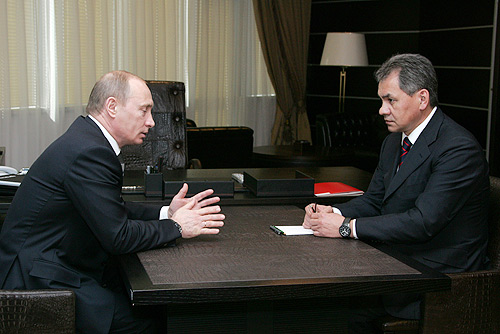
ショイグとプーチン（2008年4月）

1991年、エリツィンはショイグを新設されたロシア民間防衛隊の隊長に任命し、救助と災害対応システムの責任者とした。民間防衛隊は、それまでのソ連の民間防衛システムに取って代わり、国防省の管轄下に置かれた総勢2万人の民間防衛部隊を吸収してできた組織であり、同年4月、ショイグはロシア民間防衛問題・非常事態・自然災害復旧省の初代議長に就任する。ショイグ率いる非常事態省内の民間防衛隊は、ソ連の慣行を引き継ぐ準軍事組織であり、1992年にロシアが支援するアフガニスタンのムハンマド・ナジーブッラー大統領の避難ミッションを実行し、1993年10月のクーデター（モスクワ動乱事件）の際には、武器庫からエリツィン支持者に武器を配布しようとするなど、数々の任務において活躍場を見せ、ショイグも政治的に関与した。民間防衛隊の軍事化に伴い、ショイグは1993年に少将の階級を授与され、1995年に中将、1998年に大将 、2003年に上級大将に昇進した。議長に就任した皮切りに、同年12月のソビエト連邦の崩壊後は非常事態・災害復旧のプロフェッショナルとして新生ロシアの危機管理の面で力を振るう事となり、1994年1月にはヴィクトル・チェルノムイルジン内閣の非常事態省の担当大臣に就任する。洪水、地震、テロなどの緊急事態に際して、ショイグはその実務的な管理スタイルと高い知名度で人気を博した。ショイグの下、同省は拡大され、2002年にはロシア国家消防局を引き継ぎ、非常事態省はロシアで3番目に大きな組織となった。
1996年には、安全保障会議議員、核兵器委員会委員、1997年には非常事態予防・除去省庁間委員会議長などの職も歴任する。
1999年の国家院選挙前に、エリツィン大統領の指令を受けて結成された政権与党である「統一」の党首に選出され、選挙において勝利を収めた。「統一」は祖国・全ロシアと合流し、統一ロシアとなり、設立後はミンチメル・シャイミーエフやユーリ・ルシコフと共に党最高会議共同議長（党首）を務めた。閣僚職ではプーチン大統領を経て、メドヴェージェフ大統領就任後も引き続き非常事態相を務めた。また同年、ショイグはロシアの最高位国家勲章である「ロシア連邦英雄」の受勲を受けた。
2009年3月には、第二次世界大戦中のソ連軍の戦術に対する批判を犯罪とする法律を提案した。
2011年3月11日の東日本大震災ではメドヴェージェフ大統領の指示で援助隊を組織した。同年7月に原田親仁駐ロシア連邦大使と会談し、日露両国が共同で災害対応体制に関する整備が必要との考えを示した。

### モスクワ州知事（2012年）
非常事態相を20年以上務めたショイグは、2012年3月にモスクワ州知事に立候補し、プーチンとの親密な関係が甲斐あって、同年4月5日、モスクワ州議会によってモスクワ州知事に選出された。なお、正式に州知事に就任したのは5月11日である。

### 国防大臣（2012年 - 2024年）

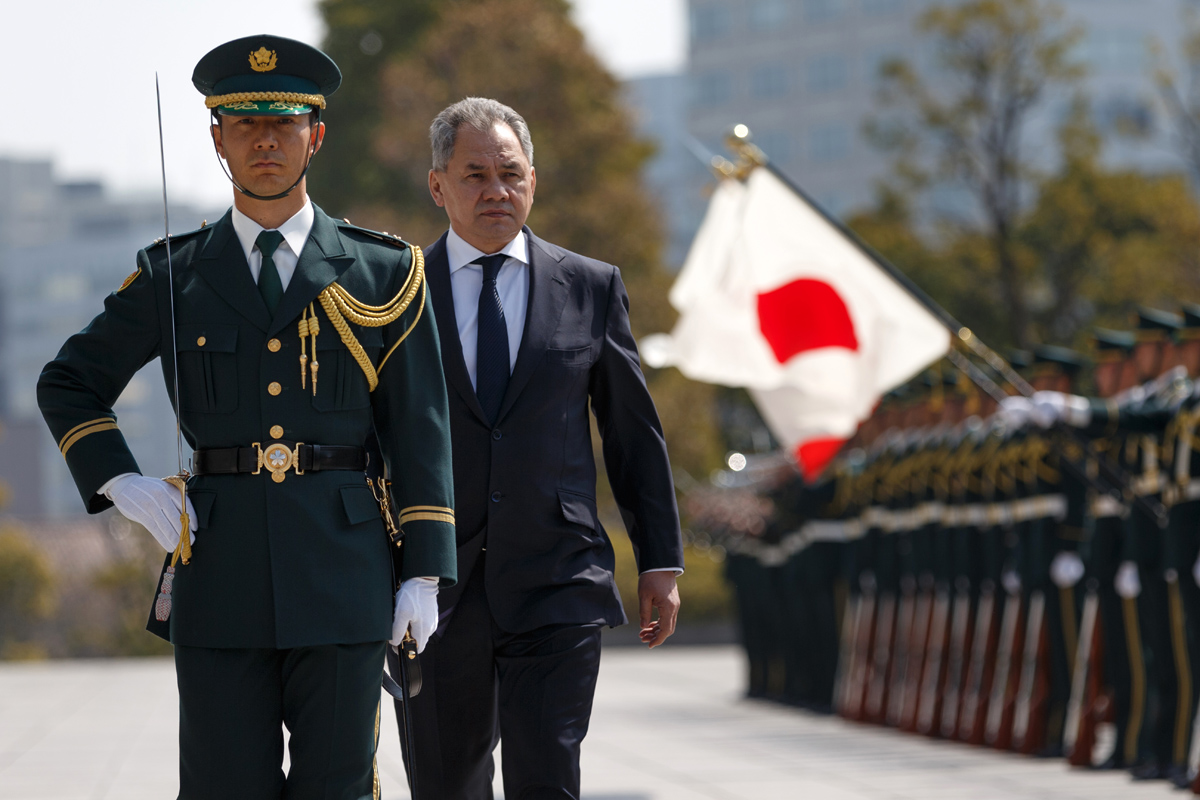
日本を訪問するショイグ国防相（2017年3月19日）

2012年11月6日、資産売却の汚職事件に関与して解任されたアナトーリー・セルジュコフの後任として国防相に就任。専門家のセルゲイ・スミルノフによると、セルゲイ・イワノフ、セルゲイ・チェメゾフ、ヴィクトル・イワノフらシロビキの「ペテルブルク・グループ」（サンクト派）と呼ばれる一派は、セルジュコフの後継者には自分たちの派閥内から選ばれることを望んでいたが、プーチンは同派の強化に消極的であったため、中立的なショイグを選んだという。また、ショイグは軍人として一切の経験が無い中、国民からの人気が高く、非常事態省の手腕を買われた異例の大抜擢となった。就任後はロシア軍の近代化と専門性を高める改革に着手した。
先代のセルジュコフは文官出身であるため、軍部から不人気であった。しかしショイグも職業軍人ではなかったので、軍部の関心を買うため、 上級大将の階級章を付けた陸軍の制服を着用し、セルジェコフ改革により解散された部隊を復活させ、セルジュコフが解任した官僚を復職させるなどの対策を行使した。さらにショイグは対立的な姿勢をとるのではなく、軍内部で改革への支持を訴え、軍部から国防副大臣を任命し、セルジュコフが任命した民間の税管理職員を国防省の上層部から排除した。
ショイグは国防相として、改革を通じてロシア軍を近代化しようとした先代のセルジュコフの改革を引き継いだ。これには、旧ソ連圏内の紛争に対する迅速な介入や対テロ活動に向けた特殊部隊司令部の創設、徴兵された民兵ではなく、プロの職業軍人により構成されるロシア軍の再建等が含まれる。しかし、そもそも徴兵される男性の数が減少しているという人口統計学的な課題から、2013年初めにはチェチェン人など、当局が安全保障上のリスクと見なす北カフカース人までも含めて、全国的に徴兵対象を拡大させることを余儀なくされた。だがこれは徴兵免除の枠を減らすというセルジュコフの構想を継承したものだった。
2013年7月、ショイグは各兵営指揮官に対し、毎朝兵営でロシア連邦国歌の斉唱から始めること、軍事的・愛国的な読書リストの作成を義務付けること、復員アルバム（ロシア軍の伝統である、兵役終了時に徴兵者に渡される記念品の一つ）の作成に責任を持つことを命じた。同年8月、ショイグは国防省の職員に制服の着用を命じた。以後文民官僚は各々の持つ文官階級を肩章にした制服を着用した。
2014年2月、ショイグはロシアがベトナム、キューバ、ベネズエラ、ニカラグア、セーシェル、シンガポール、その他数カ国と軍事基地の設置及びそれらの国に航空機用給油基地を設置するための協定を締結する予定があると公表し、翌年、ベトナムとのみ協定を事実上締結した。

#### ウクライナ紛争
ウクライナ騒乱やシリア内戦では軍事介入を実行に移し、2014年のクリミア併合の立役者と称されており、参謀本部情報総局（GRU）も従属機関としているため、2018年、イギリスのソールズベリーで発生した神経毒ノビチョクを使用したセルゲイ・スクリパリ毒殺未遂事件や2020年のアレクセイ・ナワリヌイ毒殺未遂事件に関っているとされ西側から批難されている。2014年7月には、ウクライナはショイグに対する刑事裁判を起こした。ショイグは当時ウクライナ軍と戦っていた東部ウクライナの「非合法軍事グループ」の結成を支援したことで告発された。ウクライナ当局は、ショイグがドネツク人民共和国の国防大臣イーゴリ・ギルキンを支援し、5月以来、彼と「他のテロリストの指導者」に「最も破壊的な武器」を供給し、プーチンの承認を得て、彼に直接指示を出したと主張した。

#### シリア内戦

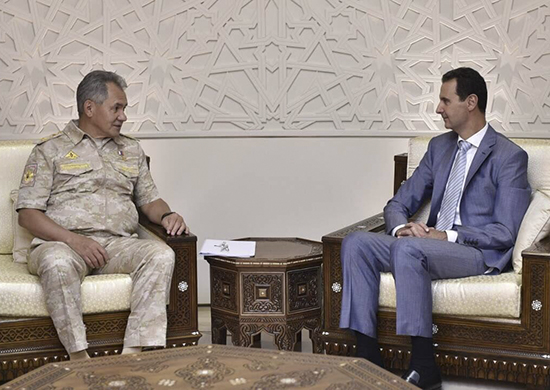
シリアのアル＝アサド大統領と会談するショイグ（2017年12月12日）

2015年9月30日、ロシア軍はシリア内戦に介入した。この作戦は、ロシア海軍とシリア大統領バッシャール・アル＝アサドのシリア軍の支援を受けたロシア航空宇宙軍によって実施された。同年12月16日、非公開の場で国務院議員に演説したショイグは、ロシア軍がシリアのユーフラテス川に到達する可能性について言及した。
2016年6月、ロシア・トゥデイ（モスクワに拠点を置くニュース番組）は、ショイグのフメイミム空軍基地訪問を報じる中で、RBK-500 ZAB-2.5SM焼夷クラスター爆弾がロシア軍機に積み込まれる様子を映した。後にこの動画は削除されたが、編集された形で再度公開された。2017年12月11日、シリアがISILからの解放宣言した数日後、プーチンはシリアのロシア軍基地を訪れ、シリアに展開していたロシア軍部隊の一部撤退を命じた。その数時間後、ショイグは部隊がすでに帰還を始めていると発表した。
2018年9月17日、イスラエル軍のF-16ジェット機がシリア西部の標的を複数回ミサイル攻撃している最中に、15人のロシア軍兵士を乗せてフメイミム空軍基地に帰還していたロシアのIl-20ELINT偵察機が、シリアのS-200地対空ミサイルによって不注意にも撃墜された。ショイグは翌日この事故について、「イスラエル軍」を非難した。撃墜事件後の9月24日にショイグは、シリアの戦闘防空力を強化するために、シリア軍に2週間以内にS-300防空ミサイル・システムを受け渡すよう主張した。
2021年8月には、ロシアはシリアでの作戦の過程で320の新兵器をテストしたと述べた。

#### 国防相再任

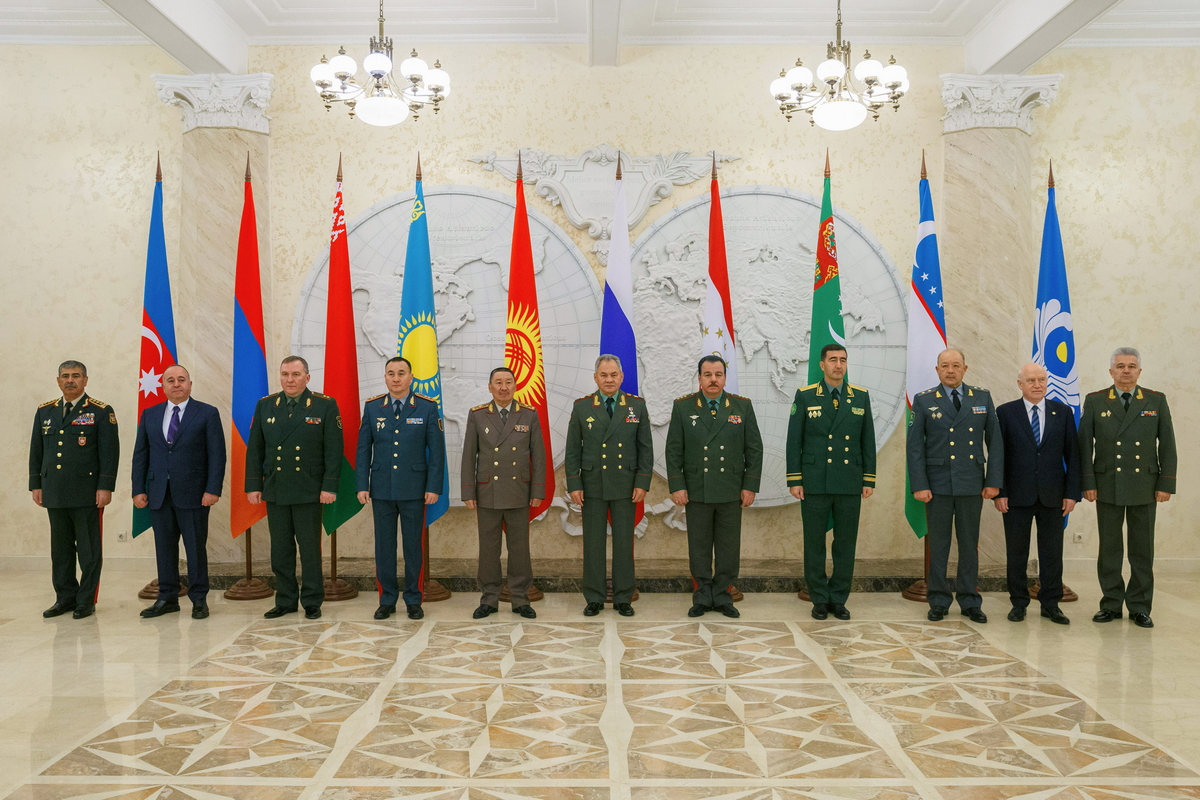
2021年11月にモスクワで開催されたCIS国防相理事会

ショイグは2018年、第2次メドヴェージェフ内閣で国防相に再任され 、2020年のミシュスティン内閣においても国防相に就任した。

#### 中国との関係
2018年9月に中国・モンゴルが初めて参加してソビエト連邦最大の軍事演習「ザーパド81」を超える規模となったロシア史上最大の軍事演習「ボストーク2018」を極東ロシアで実施し、これに当たってショイグはモンゴルと中国を「同盟国」と呼んで注目され、視察に訪れた中国の魏鳳和国務委員兼国防部長との会談で、定期的に中国とロシアは同様の演習を実施することで一致した。

#### 2022年のウクライナ侵攻
2021年8月29日にショイグが「ロシアはウクライナを脅威とは考えていない」と述べたとされているが、その一方で、ウクライナの状況が最終的に変化し、「民族主義者の騒乱」が収まることへの期待を表明していたという。ショイグはウクライナ人は単なる隣人ではなく、「我々は一つの民族だ」と述べた。
2022年2月11日、ショイグはイギリスのベン・ウォレス国防大臣と会談した。この会談には参謀総長のワレリー・ゲラシモフ将軍も参加した。ショイグはウォレスにロシアがウクライナ侵攻を計画していることを否定し、ミンスク議定書を履行することが重要であると述べたとされる。
2022年2月24日、ロシアはウクライナへの大規模な軍事侵攻を開始した。ショイグは侵攻の目的を「我が国との戦いでウクライナ国民を利用しようとしている西側諸国がもたらす軍事的脅威からロシア連邦を守るため」と述べた。また、確かな詳細は不明だが、ウクライナ侵攻の決定はプーチンとショイグ、そしてプーチンの安全保障会議書記のニコライ・パトルシェフを含むプーチン側近の小グループによって決められたという。3月11日のプーチンとのビデオ会議で、ショイグは「すべてが計画通りに進んでいる」と主張した。
5月13日、アメリカ合衆国のロイド・オースティン国国防長官は2月18日以来となるショイグとの電話会談を開始した。会談は約1時間に及び、オースティンはショイグはウクライナでの即時停戦を促した。また、ギルキンは侵攻を指揮したショイグを「犯罪的過失」と非難し、厳しく批判し、2022年9月の大規模なウクライナの反撃の際にはショイグは銃殺刑に処されるべきだとも主張した 。しかしショイグは一貫して、ロシアはウクライナやウクライナ軍と戦ってるというよりも西側陣営やNATO諸国と戦争しているのだと述べている。
2022年8月に開催された第10回モスクワ国際安全保障会議で、ショイグはアジア、アフリカ、ラテンアメリカから35人の国防相を招いた。彼は南アフリカ共和国を「友好国」とし、南アフリカの支援がロシアに対するNATOの圧力に対抗するのに貢献していると述べた。

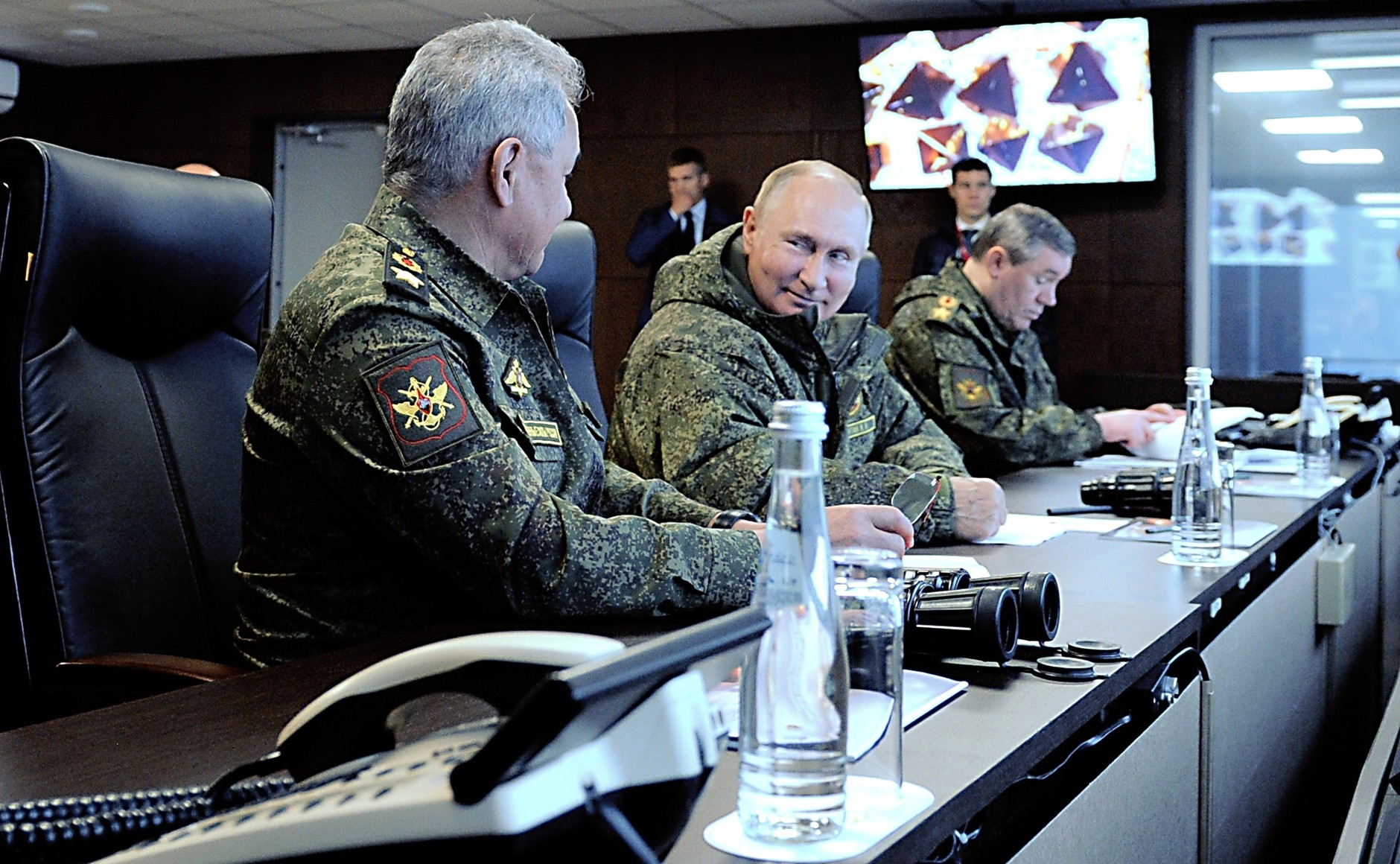
ロシア極東での軍事演習「ボストーク2022」での左からショイグ、プーチン、ゲラシモフ（2022年9月）

ショイグとプーチンは極東ロシアで開催されたボストーク2022軍事演習に参加した。この演習にはロシア軍以外にも、中国、インド、モンゴル、その他いくつかの旧ソ連諸国などの軍隊が参加した。
戦争が始まって約7ヶ月が経った2022年9月、ショイグはウクライナでの戦争で5,397人のロシア兵が死亡したと発表した。また、新たに30万の兵士を動員する計画を発表し、彼らは戦闘訓練を積んだ後、現地に動員されると主張した。しかし、動員されたロシア人男性の一部は、徴兵から2週間も経たないうちに死亡しており、実際は基礎的な軍事訓練なしに戦闘地域に送られていることが発覚した。10月28日、ショイグは動員された8万2000人の予備兵がすでに戦闘地域に配備されていると発表した。
2022年10月12日、ロシアの独立メディア「iStories」はウクライナで9万人以上のロシア兵が死亡または重傷を負い、行方不明になったと報じた。10月23日、ショイグはウクライナが放射性物質散布装置（放射性物質を含む爆発物）で戦争をエスカレートさせている可能性があると、特に根拠を示さず発言した。この発言に対し、イギリス、アメリカ、フランス政府は、ウクライナに対する「ロシアの見え透いた虚偽の主張」と批判した。
2022年11月1日、ショイグはロシア軍がウクライナのエネルギー施設を破壊していることを認め、12月6日、ロシア軍がウクライナに「大規模な攻撃を加えている」と改めて公表した。また、12月21日には、ウクライナでの戦争は「任務が完了するまで、2023年も続く」と述べた。
2023年4月18日、ショイグはモスクワで中国の李尚武国防相と会談した。ショイグは、両国の軍事協力は「世界に安定化をもらたす力である」と述べた。また、4月28日にはインドのニューデリーで開催された上海協力機構国防相会議の一環として、同国のラージナート・シン国防相と会談した。
2023年6月6日、ショイグはウクライナの「攻撃の試みは阻止され、このことはロシア軍兵士と将校が戦闘において勇気と英雄主義を示したことを表す」と述べ、一方で、ウクライナが「重要かつ比較にならないほどの死傷者を出した」と主張した。同年6月20日、ショイグは「ウクライナの反攻は6月4日に始まり、それ以来ウクライナはロシア軍陣地に対して263回の攻撃を行ったが、そのすべてが失敗に終わり、ロシア軍は領土や入植地を失うことはなかった」と述べた。一連のショイグの発言には真っ向から矛盾が存在し、戦争研究所（アメリカ合衆国を拠点とする戦争研究所）は、「彼は平静を装っている」と酷評している。
2023年7月、イギリス国防省はロシアが17ヶ月間、1日平均約400人の死傷者を出していると報告した。

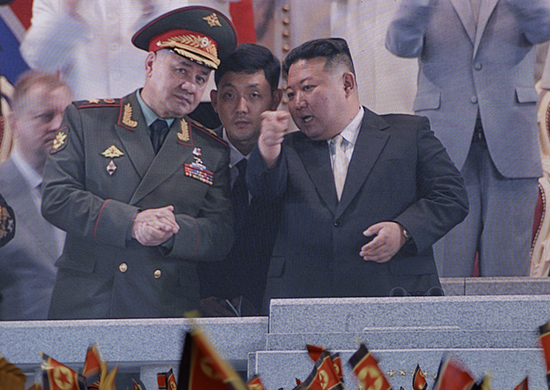
平壌の軍事パレードでの金正恩とショイグ（2023年7月27日）

2023年7月、ショイグと中国共産党政治局員の李鴻忠を団長とする中国代表団が「朝鮮戦争終結70周年記念行事」に出席するために北朝鮮に来朝し、金正恩委員長、強純男国防相と会談した。
2024年4月23日、ショイグの側近だったティムール・イワノフ、パべル・ポポフ両国防次官を初め、国防省人事総局長や軍参謀次長、レニングラード軍管区副司令官など軍高官らが相次ぎ汚職の疑いで身柄を拘束されており、「ショイグ派」の追い落としが行われているとみられる 。

#### プリゴジンの乱
2023年5月5日、民間軍事会社ワグネル・グループの総帥であるエフゲニー・プリゴジンは、多数のワグネル兵士の死傷者について、ショイグと参謀総長ワレリー・ゲラシモフ将軍を非難し、「ショイグ！、ゲラシモフ！、弾薬はどこだ！？彼らは志願兵としてここにやってきて、お前たちが豪華なオフィスで太った猫のように座っていけるために死んでいる！」と叫び、怒りを露わにした。
ワグネルの反乱が始まった2023年6月23日に公開されたビデオの中で、プリゴジンは、ロシアのウクライナ侵攻に対するロシア政府の口実は嘘であると述べた。
ショイグはプリゴジンの怒りの的であったにもかかわらず、事件の間、公の場に姿を現さなかったため、ロシアのメディアは、ショイグがプーチンの信頼を失い、彼の解任を条件に反乱を中止すると忠告したのではないかと推測した。しかし、6月26日、ロシア国防省はショイグがウクライナでロシア軍将校と面会する様子を映したとされるビデオを公開した。

### 安全保障会議書記（2024年 - ）
2024年5月8日にプーチン政権が5期目に突入し、ショイグは国防相を退任し、ニコライ・パトルシェフに代わって安全保障会議書記に転じた  。アナリストによれば、ショイグの後継者に経済学者のアンドレイ・ベロウソフが就任したことは、プーチンがウクライナに対して長期間の消耗戦を計画していることを示唆している。
2024年8月5日、ショイグはテヘランを訪問し、ペゼシュキヤーン新政権、イラン参謀本部、イラン最高国家安全保障会議のメンバーと会談を行った。

## 制裁
欧州連合は、EU規則（No 269/2014）の規制対象リストにショイグの名を追加し、アメリカではSDNリストに対象者として追加された。日本では2022年3月1日、ロシアのウクライナ侵攻に伴う制裁の一環で日本国政府より資産凍結の対象者に指定されている。
2024年6月25日よりウクライナの電力インフラを攻撃した戦争犯罪の容疑で、国際刑事裁判所(ICC)から逮捕状が出されている。

## 人物

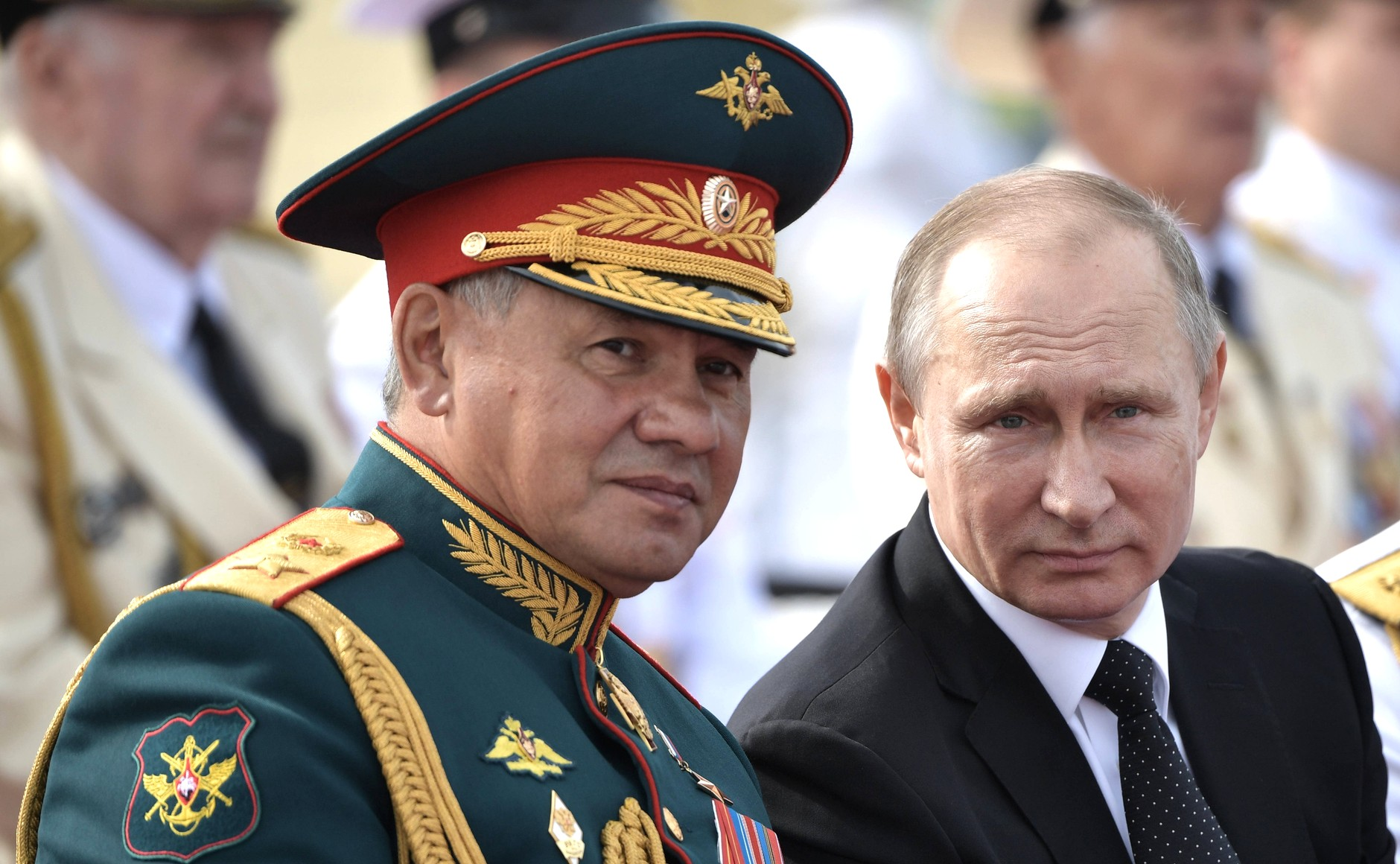
プーチンと（2017年7月30日）

基本的にはプーチンの従順なイエスマンと見られている。2022年ロシアのウクライナ侵攻以前はプーチンに次ぐ人気を誇る政治家であり、後継候補の最有力者とも目されていたが開戦後は失態を繰り返し評判を大きく落とした。軍事作戦を指揮する立場であるにもかかわらず、3月11日から同26日に政府高官らとの会合に姿を見せるまで2週間以上も公の場に姿を現さず様々な憶測を呼ぶこととなった。Noticias del Mundo、mirrorなどいくつかのメディアにより、心臓発作による入院であるとも報じられているが、クレムリンは認めていない。更迭や逮捕の噂が流されるほど評判は芳しくない。
ウクライナ侵攻に参加した元ロシア兵の証言では、「国民の9割が軍経験がないことを笑っている」と揶揄された。
ショイグは母語であるトゥバ語とロシア語のほか、英語、日本語、中国語、トルコ語を含む9つの言語を流暢に扱うことで知られる。

### 家族
セルゲイ・ショイグはソヴェトの政治家である父のクジュゲト・セレエビッチ・ショイグ（Кужугет Серээвич Шойгу 1921年–2010年）と、畜産学を習得し、トゥヴァ共和国から農業の名誉労働者として表彰された母のアレクサンドラ・ヤコブレブナ・ショイグ（旧姓：クドリャフツェワ 1924年–2011年）の間に3人兄妹の長男として生誕する。父であるクジュゲトは地元新聞社の編集員として働いており、後にソビエト連邦共産党員としてソビエト当局に従事し、トゥヴァ自治ソビエト社会主義共和国のテュルク党員会の書記を務め、副議長の地位をもって引退した。
ショイグには姉で下院議員であったラリサ・クジュゲトブナ・ショイグ（Шойгу, Лариса Кужугетовна 1953年–2021年）と妹で精神科医を務めるイリーナ・クジュゲトブナ・ザハーロワ（旧姓：ショイグ 1960年-）の兄妹がいる。
ツーリスト会社「Expo-EM」で社長を務めるエレナ・アレクサンドロブナ・ショイグ（旧姓：アンチピナ）と結婚しており、2人の子女となるユリア（1977年-）とクセニア（1991年-）が誕生している。ロシアの政治活動家アレクセイ・ナワリヌイによれば、モスクワ郊外の宮殿をクセニア名義で所有しているとされており、その価値は1,200万ポンドである。2012年、不動産はエレナ・アンチピナ名義として正式に譲渡された。

### 趣味
ショイグは、アレクサンドル1世（1812年-1825年）時代の「1812年ロシア戦役」と「デカブリストの乱」の研究を趣味としている。
スポーツ好きとしても知られ、プロアイスホッケーチームであるHC CSKAモスクワと、プロサッカーチームFCスパルタク・モスクワのファンである。2016年3月、ショイグはセルゲイ・ラブロフとともに、ロシア全土からのスポーツのファンを団結させることを目的とした、ロシア・セカンドディビジョンの設立を行っている。
このほかインド、中国、日本の刀や短剣収集も趣味としており、ギター演奏と吟遊詩人時代の歌を楽しむ。水彩画を描き、古い木片の収集にも興じており、その木片コレクションをプーチンに対し披露している。

### 宗教
仏教ないしシャーマニズムのどちらかの修行者であるという噂があるが、2008年、53歳のときにロシア正教会で洗礼を受けたと述べている。